# 毛文錫
毛文錫，字平珪，五代十國時期前蜀國人。曾任翰林學士承旨、禮部尚書。曾經力諫前蜀帝王建不要決壩淹沒江陵，挽救許多百姓性命。

## 決壩事件
前蜀帝國在長江上建有水壩。914年，高季興（原名高季昌）的荊南王國，據有江陵，有人勸王建趁夏秋水漲之時決開水壩，使大水淹沒江陵。毛文錫勸阻：「只不過是高季興一個人不服從，陛下用恩德服天下，怎忍心鄰國百姓去餵魚鱉？」王建這才停止行動。